# 창녕 영산 석빙고
창녕 영산 석빙고(昌寧 靈山 石氷庫)는 대한민국 경상남도 창녕군 영산면에 있는 조선시대의 건축물이다. 2011년 12월 23일 대한민국의 보물 제1739호로 지정되었다.

## 개요
조선시대에 얼음을 저장하던 시설로 창녕읍 동쪽의 작약산 자락에 있다.
동남쪽의 사각형 입구는 좌우에 길고 큰 바위를 쌓고, 그 위에 긴 돌을 놓아 천장을 만들었다. 돌계단을 한단 내려가면 돌문을 달았던 자리가 있다. 문을 들어가 디딤돌을 딛고 내려서면 바닥이다. 거칠게 다듬은 돌로 별을 쌓고 돔 모양의 천장을 만들었다. 돔을 이루는 아치모양의 구조를 홍예라 부르는데, 무지개 모양의 돌다리를 만드는 기술과 같은 것이다. 천장에 있는 2개의 환기구멍에는 납작한 돌을 비스듬히 끼워져 있어 외기의 차단과 통풍을 함께 고려하였다. 입구쪽이 안쪽에 비해 높은 것도 원활한 통풍을 고려한 것이었다.
읍지에 따르면 영산현감 윤심일이 축조하였다고 한다.
석빙고 뒤쪽에 지금은 거의 말라버린 개울이 있는데 옛날에는 수량이 풍부하였다 한다. 겨울에 여기에서 얼음을 떠다 넣어 저장했던 것으로 생각되고 있다.
조선시대에는 서울, 경주, 안동, 창녕읍 등에 석빙고가 있었고, 저장된 얼음은 여름에 왕실에서 사용하거나 특별한 신하에게 내리던 귀중품이었다.

## 보물 승격
창녕 영산 석빙고를 제외한 모든 석빙고가 보물로 지정되어 있어, 이 문화재만 사적으로 지정·관리할만한 특별한 이유가 없으므로 사적 지정을 해제하고 보물로 변경 지정하였다.

## 같이 보기
- 경주 석빙고
- 달성 현풍 석빙고
- 안동 석빙고
- 창녕 석빙고
- 청도 석빙고

## 참고 자료
- 창녕 영산 석빙고 - 국가유산청 국가유산포털
- 이 문서에는 문화재청에서 공공누리 제1유형으로 배포된 자료를 바탕으로 한 내용이 포함되어 있습니다.